# Roxanne Boulianne
Pour les articles homonymes, voir Boulianne.
Roxanne Boulianne est une actrice canadienne née le 19 janvier 1969. D'origine franco-manitobaine, elle habite au Québec. Elle est la conjointe du comédien Stéphane Gagnon.

## Filmographie
- 1998 - 2003 : Cornemuse (série télévisée) : Bagou (le singe) ;
- 2003 - 2004: Hommes en quarantaine ;
- 2003 - 2009: 450, chemin du Golf ;
- 2004 - 2014: Il était une fois dans le trouble : Sophie ;
- 2006 - 2007: Pure laine ;
- 2009 - 2010: Le Club des doigts croisés : la mère de Cédric ;
- 2010 - 2013 : Toute la vérité  : Anne-Marie Auclair.